# 姜志禮
姜志禮，字立之，号同节，直隸丹陽（今江蘇）人，明朝政治人物，同进士出身。

## 生平
萬曆四年（1576年）中式丙子科應天鄉試舉人，萬曆十七年（1589年）登己丑科進士，授建昌府、衢州府推官，入為大理寺評事，三十一年主考雲南鄉試；三十四年升任刑部員外郎。万历三十四年（1606年）擔任泉州府知府，三十八年升廣東副使。四十二年進為山東右參政，分守登、萊；因反對福王封田，四十三年降職為廣西僉事。久之，四十七年遷江西參議。天啓元年（1623年）升浙江副使，三年升任尚寶司少卿，后再升為尚寶卿，拒絕迎合魏忠賢。后辭職，仍被削奪為民，追奪誥命。崇禎初年（1628年）閹黨被除，恢復官職。年九十余卒。

## 家族
父姜士康，生员冠带。

## 延伸阅读
[在维基数据编辑]
 《明史卷二百三十七》，出自《明史》

| 官衔          | 官衔                                 | 官衔          |
| ------------- | ------------------------------------ | ------------- |
| 前任： 张应泰 | 泉州府知府 万历三十四年-万历三十八年 | 繼任： 阳思谦 |